# Antropoceno
Antropoceno (ou Antropocénico em português europeu) é um termo usado por alguns cientistas para descrever o período mais recente na história do Planeta Terra. Ainda não há data de início precisa e oficialmente apontada, mas muitos consideram que começa no final do Século XVIII, quando as atividades humanas começaram a ter um impacto global significativo no clima da Terra e no funcionamento dos seus ecossistemas. Esta data coincide com a aprimoração do Motor a vapor por James Watt em 1784. Outros cientistas consideram que o Antropoceno começa mais cedo, como por exemplo no advento da agricultura. As tentativas de datação precisa revelam, porém, o problema do necessário distanciamento histórico na ponderação de eventos e grandezas relevantes para a escala de tempo geológico. Um hipotético observador distanciado milhões de anos no futuro poderá, munido de suficiente informação, melhor determinar uma data e uma tipologia para o Antropoceno. Perante o alcance das consequências da ação do Homem na evolução do Planeta Terra, o Antropoceno poderá ser reconhecido e classificado, por exemplo, como um novo período ou era geológica. Nesta perspectiva, é plausível apontar o seu início a partir do surgimento do Homo sapiens.

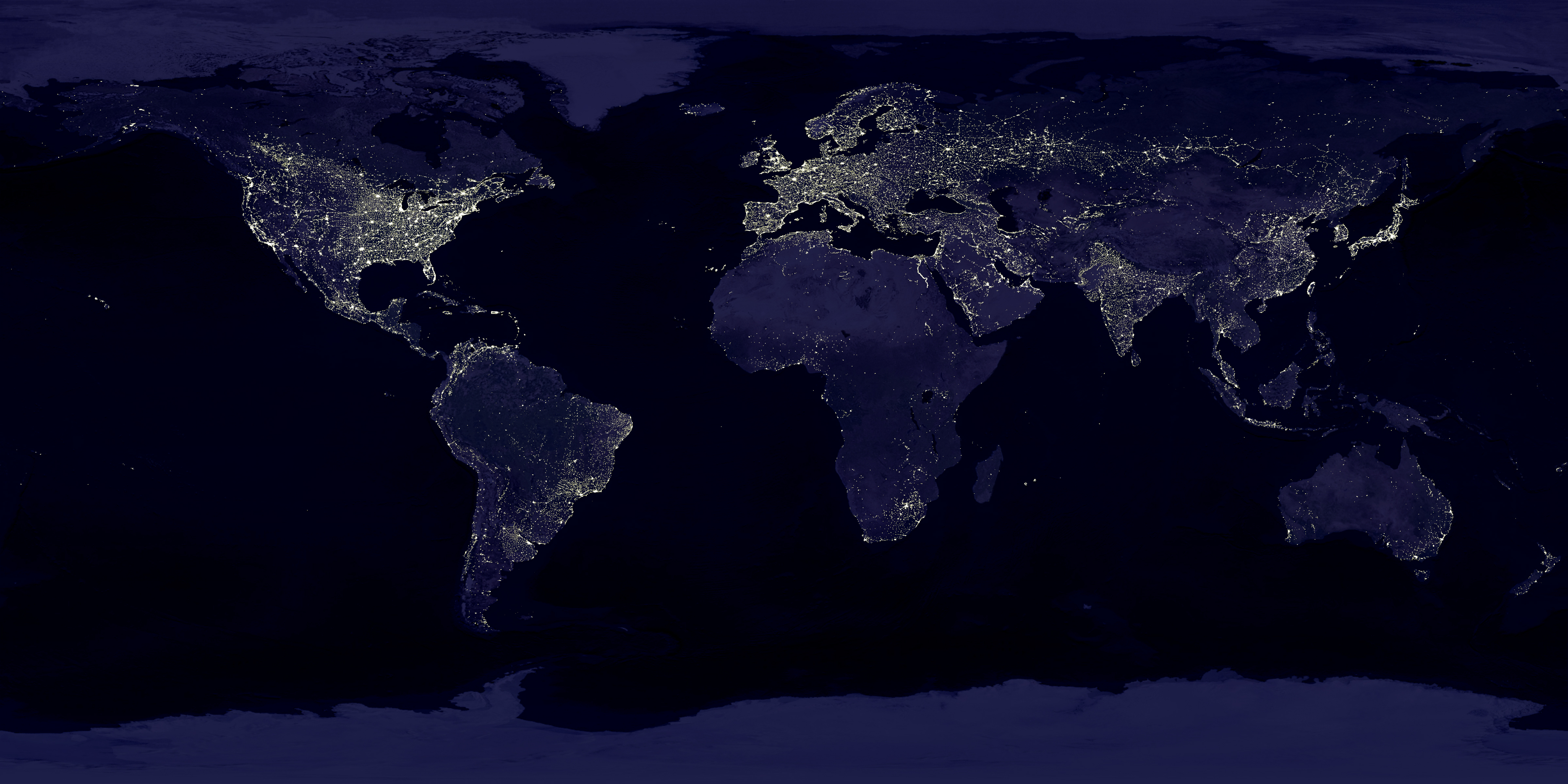
A Terra à noite, uma imagem nocturna ajustada do mundo durante o antropoceno.

## Etimologia

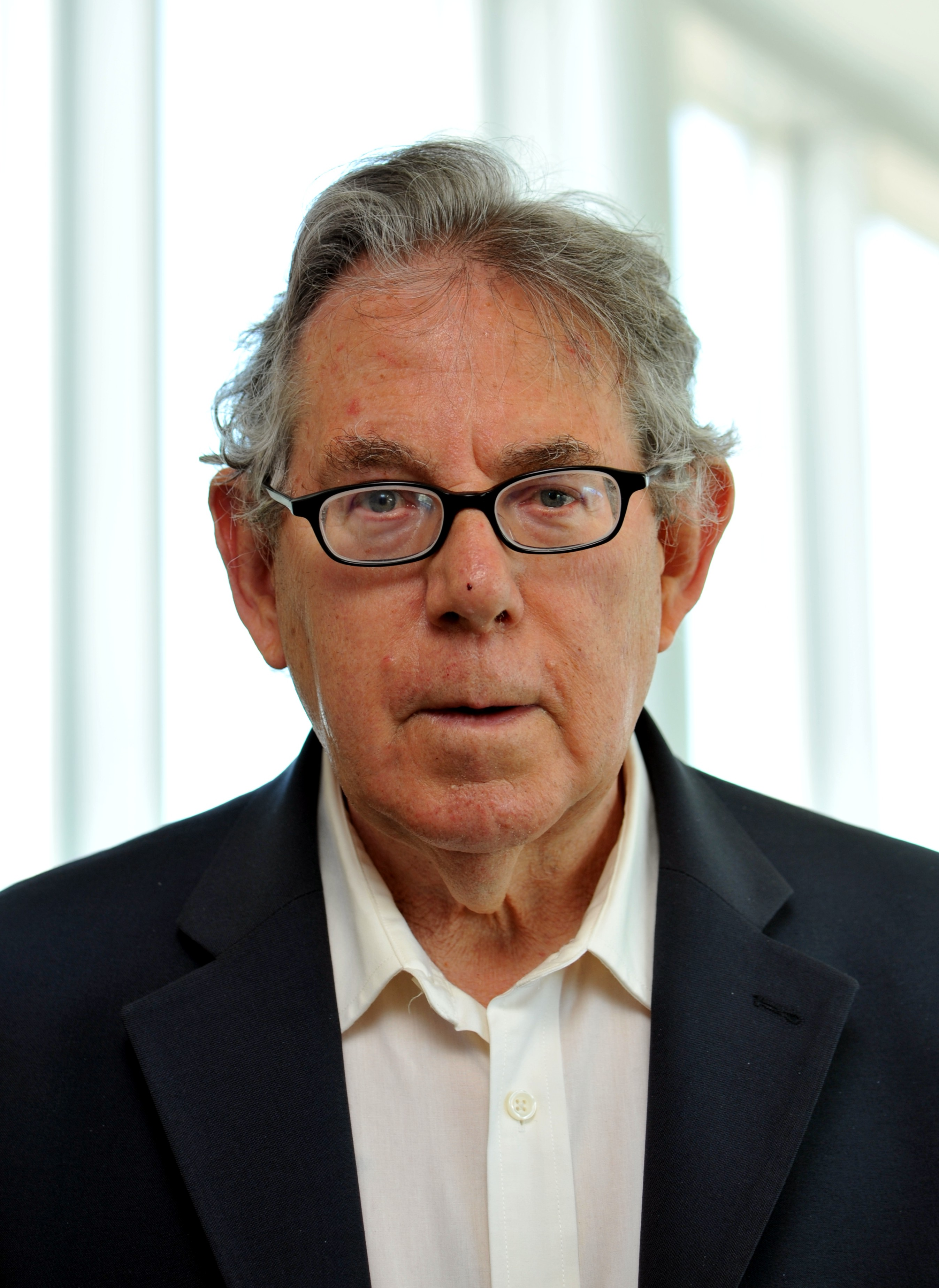
Paul Crutzen, vencedor do Nobel de Química de 1995, foi um dos cientistas que popularizou o conceito de "Antropoceno".

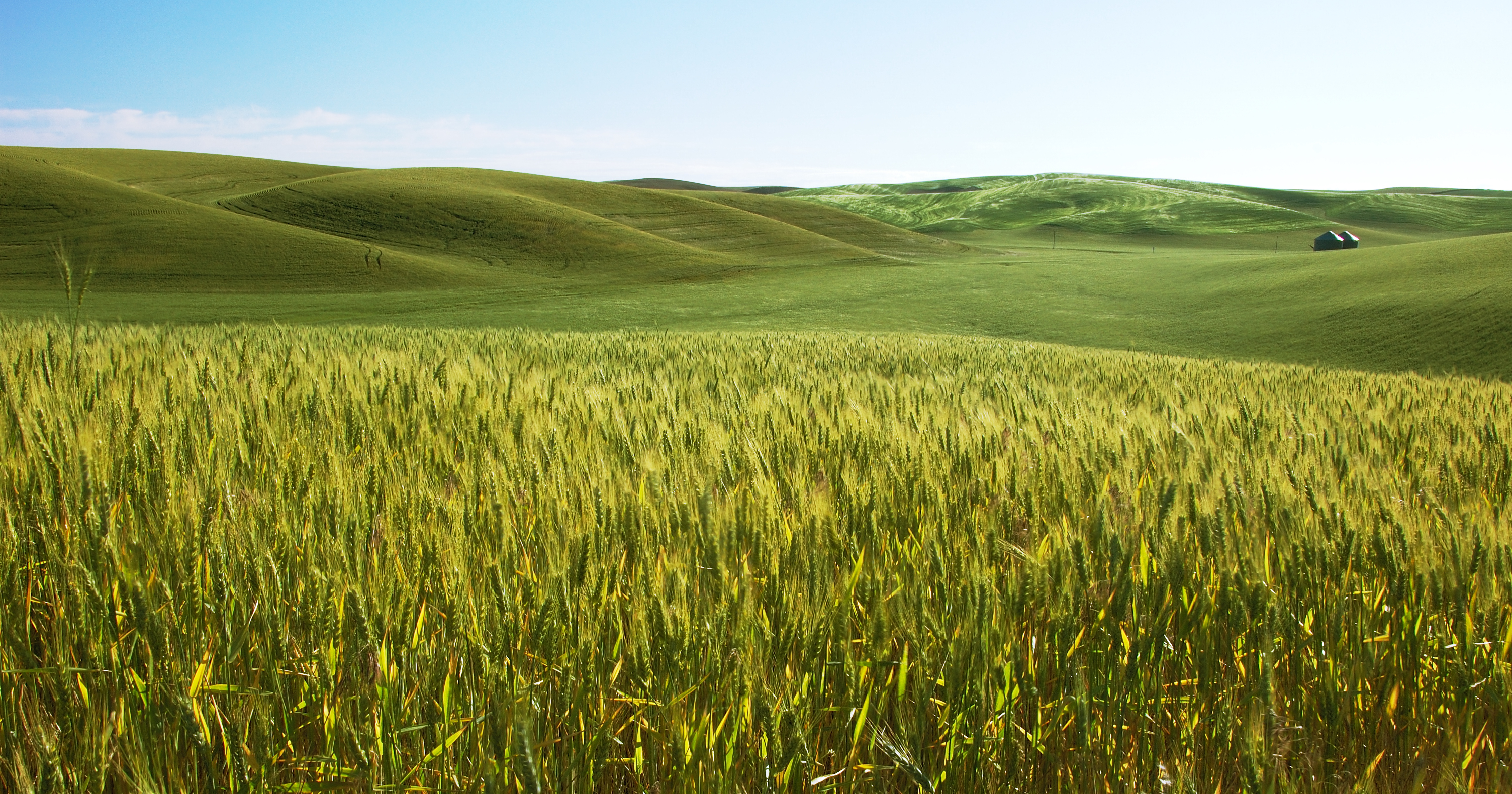
A agricultura é uma das atividades humanas que impactam significativamente no ambiente. Na foto, um campo de cevada em the Palouse, Estados Unidos.

O termo Antropoceno é uma combinação das raízes das palavras em grego anthropo- (ἄνθρωπος) que significa "humano" e -ceno que significa "novo". Todas as épocas da Era Cenozóica terminam em -ceno.
O biólogo Eugene F. Stoermer originalmente cunhou o termo, mas foi o químico vencedor do Prêmio Nobel Paul Crutzen que independentemente o reinventou e popularizou. Stoermer escreveu, "eu comecei a usar o termo 'antropoceno' na década de 1980, mas nunca formalizei até ser contatado pelo Paul". Crutzen explicou, "Eu estava numa conferência onde alguém disse alguma coisa sobre o Holoceno. De repente, eu pensei que isso estava errado. O mundo mudou demais. Então eu disse: 'Não, nós estamos no Antropoceno'. Eu criei a palavra no calor do momento. Todos se chocaram. Mas ela parece ter ficado." O termo foi usado pela primeira vez em uma publicação em 2000 por Crutzen e Stoermer em um informativo do Programa Internacional da Geosfera-Biosfera.
Ainda em 1873, o geólogo italiano Antonio Stoppani reconheceu o aumento do poder e do efeito da humanidade nos sistemas da Terra e se referiu a uma 'era antropozoica'. Um termo similar, Homogenoceno (do grego antigo: homo-, mesmo, geno-, tipo, kainos-, e -ceno, novo [período]), foi usado pela primeira vez por Michael Samways em seu primeiro artigo editorial no Journal of Insect Conservation (1999) intitulado, "Translocating fauna to foreign lands: here comes the Homogenocene". Samways utilizou o termo para definir nossa época geológica atual, na qual a biodiversidade está diminuindo e os ecossistemas ao redor do globo se tornaram mais similares uns aos outros. O termo foi usado por John L. Curnutt em 2000 em Ecology, em uma pequena lista intitulada, "A Guide to the Homogenocene". Andrew Revkin cunhou o termo Antroceno em seu livro Global Warming: Understanding the Forecast (1992), no qual escreve, "nós estamos entrando em uma era que pode um dia ser referida como, poderia dizer, o Antroceno. No final das contas, é uma era geológica de nossa própria autoria." O nome evoluiu para "Antropoceno", que geralmente é considerado como um termo técnico mais apropriado.

## Efeitos da atividade humana

### Biodiversidade

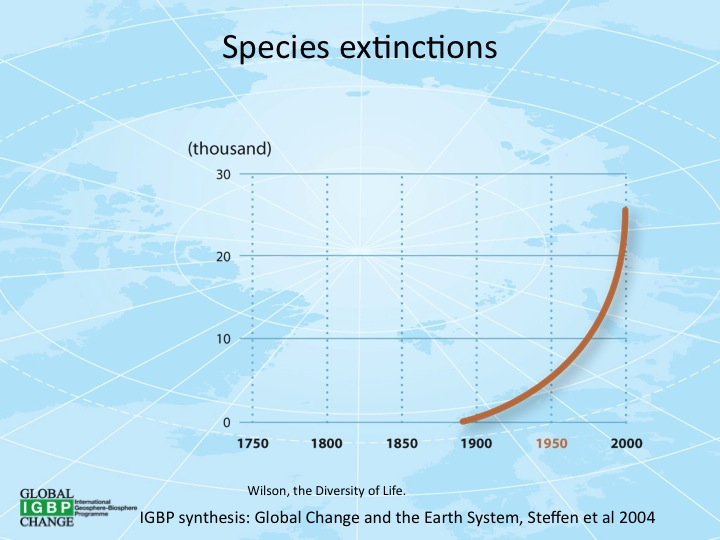
Extinção de espécies (em milhares por ano).

Muitas espécies foram extintas devido ao impacto humano. A maioria dos especialistas concorda que as atividades humanas têm acelerado a taxa de extinção de espécies. A taxa exata é controversa, sendo muitas vezes situada entre 100 a 1000 vezes a taxa considerada normal. Em 2010 um estudo publicado na Nature refere que o fitoplâncton declinou substancialmente nos oceanos do mundo ao longo do século passado. Desde 1950, biomassa de algas diminuiu cerca de 40%, provavelmente em resposta ao aquecimento do oceano, sendo que o declínio ganhou ritmo nos últimos anos. Alguns autores postulam que sem impactos humanos a biodiversidade do planeta continuaria a crescer a um ritmo exponencial.[carece de fontes?]
Inseparável do declínio da biomassa, o problema da paz é uma questão central no pensamento de gurus como Jiddu Krishnamurti e o Dalai Lama. É também preocupação maior do reputado filósofo e sociólogo francês Edgar Morin, preocupação essa pela primeira vez expressa no seu livro Terre-Patrie (Terra-Pátria, de 1993), “a nossa casa e o nosso jardim”, pondo em destaque uma questão com implicações globais. (Ver ‘Notícias’ no final do texto) 
Na edição aberta de 13 de julho de 2012 do New York Times, o ecologista Roger Bradbury previu o fim da biodiversidade marinha, dizendo que os recifes de coral estão condenados, "Os recifes de coral serão os primeiros, mas certamente não o último grande ecossistema, a sucumbir ao Antropoceno". Este artigo rapidamente gerou muita discussão entre os ambientalistas e foi refutada no site da The Nature Conservancy, defendendo sua posição de proteger os recifes de coral, apesar de impactos humanos continuaram causando quedas de recife.
Destaca-se também uma mudança na variedade de animais, já que áreas onde várias espécies de animais superiores viviam anteriormente foram modificadas para a criação de animais que servissem para a alimentação humana, diminuindo a diversidade da área; isto é especialmente verdade para pastos e fazendas marinhas. Alteração similar houve nas regiões urbanas, onde alguns animais foram expulsos de seus habitats, enquanto outros se adaptaram, tornando-se por vezes pragas.
A diversidade de plantas comestíveis e não-comestíveis foi sensivelmente afetada pela seleção humana, que priorizou alguns poucos cultivares em detrimento de uma grande diversidade natural; enormes áreas povoadas com centenas de espécies vegetais diferentes são degradadas para originar plantações de um só ou de poucos espécimes de plantas, o que também afeta a fauna, em um outro plano. Biomas inteiros são ameaçados, e processos como desertificação e savanização modificam paisagens de forma agressiva e rápida.

### Composição da atmosfera

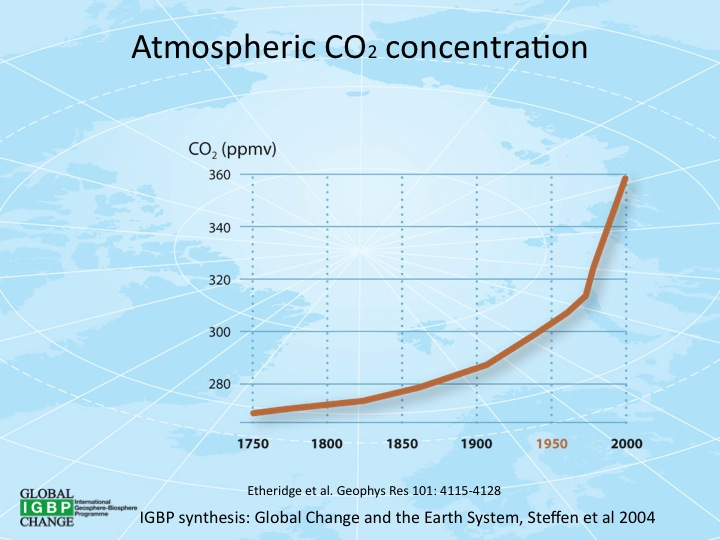
Concentração de dióxido de carbono atmosférico (em ppm).

O aumento do teor de dióxido de carbono atmosférico (CO2) na atmosfera é resultante das atividades humanas. Durante os ciclos glaciais-interglaciais dos últimos milhões de anos, os processos naturais têm variado CO2 em cerca de 100 ppm (a partir de 180 ppm a 280 ppm). A partir de 2013, as emissões líquidas antrópicas de CO2 aumentaram sua concentração atmosférica por uma quantidade comparável de 280 ppm (Holoceno ou "equilíbrio" pré-industrial) para aproximadamente 397 ppm. A maior parte deste aumento é devido ao manejo de animais para a alimentação humana, notoriamente o gado, e à queima de combustíveis fósseis, como o carvão, petróleo e gás, embora frações menores sejam o resultado da produção de cimento e as mudanças de uso do solo (por exemplo, desmatamento).

### Mudanças do clima
Já somos mais de 7 bilhões de seres humanos vivendo e consumindo os recursos da Terra. A queima continuada de combustíveis fósseis, como o petróleo e o carvão, tem sido responsável por um dos impactos mais sensíveis do Antropoceno: o aquecimento global. O clima está mudando. As geleiras e as calotas polares estão derretendo, o nível do mar aumentando, e começam a ocorrer grandes alterações no regime de chuvas e nos processos biológicos.[carece de fontes?]

### Alteração dos rios
No Antropoceno, o curso dos grandes rios do planeta e o seu padrão de sedimentação foram amplamente alterados. Barragens, usinas e canais mudaram de forma radical estes caminhos de água. Estamos cada vez mais sujeitos a secas e inundações. A disponibilidade de água potável atual e futura também está em risco, devido ao desperdício, à falta de manutenção nas tubulações e a poluição de fontes, rios, lagos e aquíferos. As grandes metrópoles são as primeiras a sofrer com a crise crônica de água. Em todo o mundo, apenas 4% dos esgotos domésticos são adequadamente tratados, e a maior parte da água utilizada nas residências e nas indústrias é despejada nos rios sem qualquer tipo de tratamento.[carece de fontes?]    

### Branqueamento dos corais e alterações na fauna marinha[20]
Conforme novos dados de 2024 apresentados pelo NOAA (Administração Oceânica e Atmosférica Nacional), o mundo está presenciando o quarto evento de branqueamento dos corais em escala global, e esse é o maior evento já registrado desde que foram apontados dados anteriores nos outros três eventos de branqueamento. Esse quarto evento de branqueamento global indica que as ações humanas continuam a empurrar os limites da resiliência dos ecossistemas marinhos. Sem uma redução significativa nas emissões de gases de efeito estufa e na implementação de estratégias de conservação, corremos o risco de perder os recifes de corais, que são vitais para a biodiversidade marinha, para a proteção costeira e para as economias de muitas comunidades ao redor do mundo.
O quarto evento global de branqueamento de corais, confirmado pela Administração Nacional Oceânica e Atmosférica (NOAA), destaca a crescente vulnerabilidade dos recifes de corais frente às mudanças climáticas e ao aquecimento das águas oceânicas. Este evento se junta a outros três períodos de branqueamento generalizado, todos associados a aumentos significativos na temperatura da água.
O branqueamento de corais ocorre quando os corais expulsam as zooxantelas, microalgas simbióticas que vivem em seus tecidos, devido ao estresse causado pelo aumento da temperatura da água. Sem essas algas, os corais perdem suas cores vibrantes e, mais importante, sua principal fonte de energia. Se a situação persiste, os corais podem morrer, resultando em grandes perdas para os ecossistemas marinhos. Os recifes de corais  oferecem habitat e proteção para milhares de espécies de peixes e invertebrados marinhos, além disso eles desempenham um papel fundamental na proteção costeira, amortecendo o impacto das ondas e prevenindo a erosão costeira. A morte dos corais pode levar ao colapso desses ecossistemas, reduzindo a biodiversidade e alterando cadeias alimentares.
O evento atual ressalta a urgência de medidas globais para mitigar as mudanças climáticas e proteger os recifes de corais, incluindo a redução das emissões de gases de efeito estufa, o combate à poluição e a implementação de estratégias de conservação. A continuidade dos eventos de branqueamento em escala global pode levar a uma degradação irreversível dos recifes de corais, comprometendo o equilíbrio dos ecossistemas marinhos.

### Elementos traços

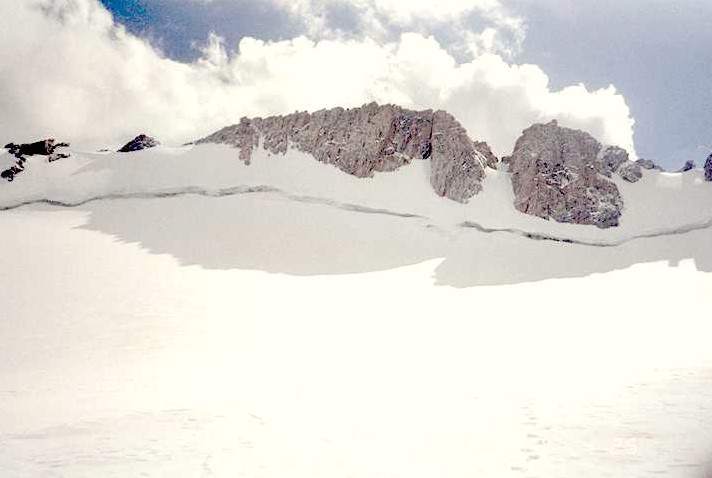
Geleira do pico do monte Fremont.

Em termos de oligoelementos, há assinaturas distintas deixadas pelas sociedades modernas. Por exemplo, na geleira do monte Fremont, em Wyoming, há uma camada de cloro presente nos núcleos de gelo que remonta aos programas de testes de armas atômicas da década de 1960, bem como uma camada de mercúrio associado às usinas termoelétricas a carvão dos anos 1980.[carece de fontes?]

## Limite temporal do antropoceno

### Teoria do "Antropoceno Precoce"
Embora suspeite-se que grande parte da mudança ambiental seja uma conseqüência direta da Revolução Industrial, William Ruddiman propõe que o Antropoceno começou aproximadamente 8.000 anos atrás, com o desenvolvimento da agricultura e das culturas sedentárias. Neste ponto, os seres humanos foram dispersos em todos os continentes (exceto a Antártica), e a Revolução Neolítica estava em andamento. Durante este período, os seres humanos desenvolveram a agricultura e pecuária para complementar ou substituir o sistema de subsistência do tipo caçador-coletor. Tais inovações foram seguidos por uma onda de extinções, começando com grandes mamíferos e aves terrestres. Esta onda foi impulsionada tanto pela atividade direta dos seres humanos (por exemplo, de caça) e as consequências indiretas da mudança no uso da terra para a agricultura.[carece de fontes?]
Este período (de 10.000 anos até o presente) é normalmente referido como o Holoceno pelos geólogos. Durante maior parte da Holoceno, as populações humanas foi relativamente baixa e as suas atividades muito discretas quando comparadas à dos últimos séculos. No entanto, muitos dos processos que estão alterando o ambiente da Terra já estavam ocorrendo durante este período. No que diz respeito a melhor data de partida para Antropoceno muitas propostas têm sido criadas. Do passado ao presente, alguns autores consideram o Antropoceno e o Holoceno como o mesmo intervalo de tempo geológico outros defendem que o Antropoceno seria apenas o período mais recente. Na verdade, discutindo a hipótese de início de Antropoceno, William Ruddiman alega que o Antropoceno, conforme definido pelo impacto humano significativo nas emissões de gases de efeito estufa, não começou na era industrial, mas há 8.000 anos, como antigos agricultores derrubando florestas para o cultivo. O trabalho de Ruddiman, por sua vez, foi contestado pelo facto de que a comparação com a interglaciação anterior (cerca de 400.000 anos atrás) sugere que 16.000 mais anos devem decorrer antes que a atual interglaciação do Holoceno chegue ao fim, e que, portanto, a hipótese antropogênica precoce é inválida.  Ruddiman argumenta, para refutar isso, que isso resulta de um alinhamento inválido de recente máxima insolação com insolações mínimas do passado, entre outras irregularidades, o que invalida a crítica. Além disso, o argumento de que "alguma coisa" é necessária para explicar as diferenças no Holoceno é desafiado por pesquisas recentes que mostram que todos os períodos interglaciais são diferentes.
Contudo, considerando que há 8 mil anos o planeta sustentada alguns milhões de pessoas e ainda assim era fundamentalmente intocado, é uma constatação que serve como base para a afirmação de que uma data para o termo "Antropoceno Precoce" não leva em conta os impactos humanas mais substanciais na Terra.[carece de fontes?]

### Revolução industrial
Crutzen propôs a Revolução Industrial como o início do Antropoceno. Embora seja evidente que a Revolução Industrial marcou o início de um impacto humano global sem precedentes no planeta, grande parte da paisagem da terra já havia sido profundamente modificada pelas atividades humanas. A datagem do início do um período Antropoceno, por conseguinte, deve ser atribuído ao momento em que a humanidade une-se as outras forças ambientais a moldar o planeta. Fazer isso é difícil, talvez seja mesmo irrealista para identificar um ano zero de uma era Antropoceno. Na verdade, o impacto humano sobre a Terra tem crescido progressivamente, com algumas desacelerações substanciais. Lovelock propõe que o Antropoceno começou com a primeira aplicação do motor a vapor de Newcomen, em 1712. Até então, o maior nível de energia disponível ao longo da história humana havia sido limitada a 1 kW por metro quadrado, a partir do sol.[carece de fontes?]

### Antiguidade
Um ponto de partida plausível para o Antropoceno poderia ser há cerca de 2 mil anos, o que coincide aproximadamente com o início da fase final do Holoceno, a fase climática do Subatlântico.
Neste momento, o Império Romano abrangia grande parte da Europa, Oriente Médio e Norte da África. Na China, as dinastias clássicas estavam florescendo. Os Reinos Médios da Índia já tinha a maior economia do mundo antigo e medieval. O reinos Napata/Meroítico se estendia pelos atuais Sudão e Etiópia. Os Olmecas controlavam a região central do México e da Guatemala, e os povos pré-incaicos Chavín se estendia por grandes áreas do norte do Peru. Embora muitas vezes afastados uns dos outros e misturados com os ecossistemas de tamponamento, as áreas diretamente afetadas por essas civilizações e outros eram grandes. Além disso, algumas atividades, como a mineração, implicavam numa forma muito mais generalizada de perturbação das condições naturais.

### Marcador

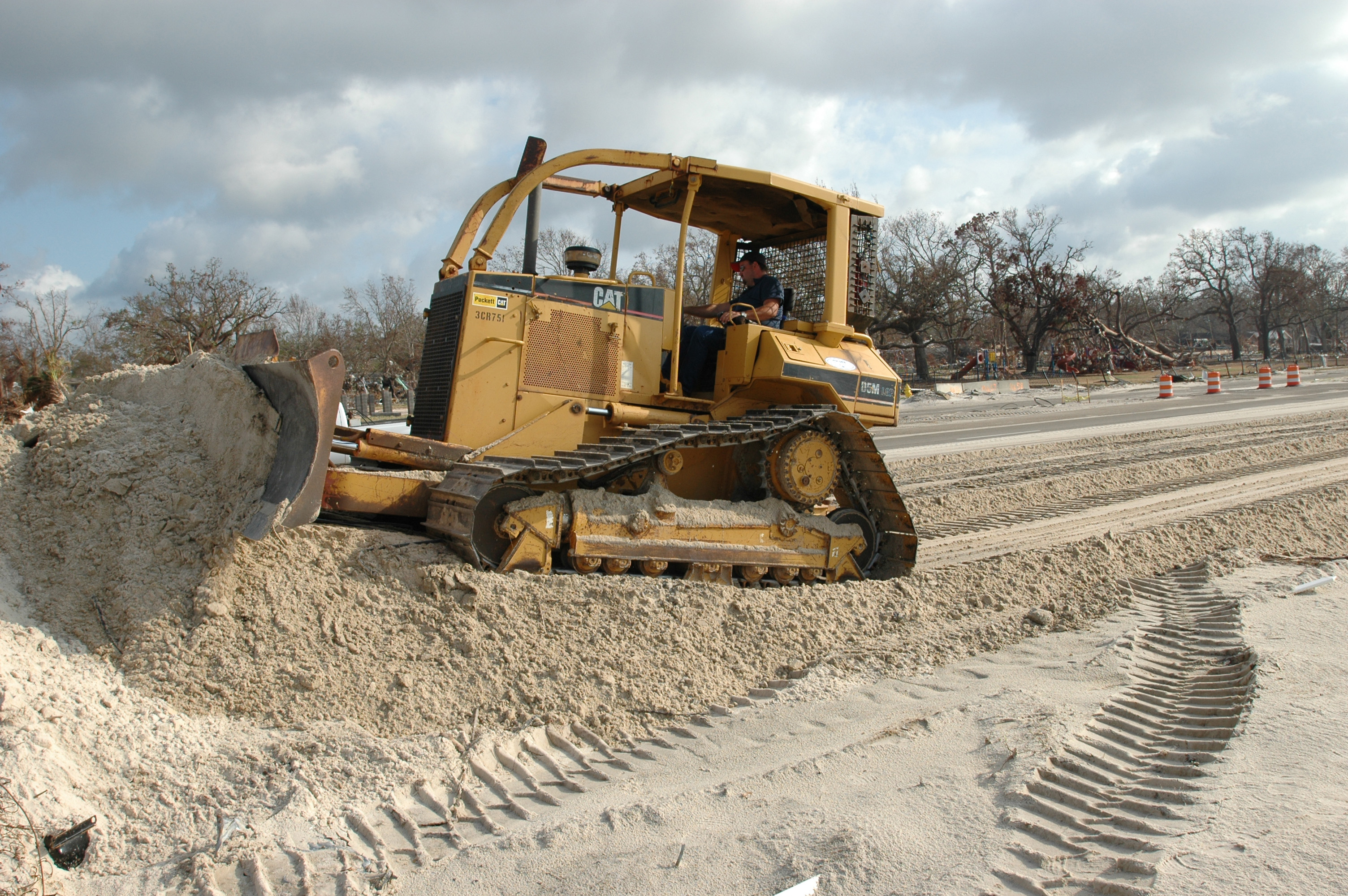
Terraplenagem feita na tentativa de restaurar a praia em Biloxi (Mississippi) que foi danificada pelo furacão Katrina em 2005.

Um marcador que represente algum impacto substancial dos seres humanos sobre o ambiente como um todo, em escala comparável àquelas associadas a perturbações significativas do passado geológico, é necessário, em lugar das pequenas alterações na composição da atmosfera.
Um candidato útil para este fim é a pedosfera, que pode reter a informações histórias climática e geoquímica com características que duram séculos ou milênios. A atividade humana está agora firmemente estabelecida como o sexto fator de formação do solo. Ela afeta a pedogênese, quer diretamente, através de, por exemplo, terraplenagem, abertura de valas e construção de aterro para diversos fins, o enriquecimento de matéria orgânica de adições de esterco ou outros resíduos, o empobrecimento de matéria orgânica devido ao cultivo continuado, a compactação de sobrepastoreio ou, indiretamente, por arraste ou erosão, ou acúmulo de poluentes. Solos antropogênicos são aqueles muito afetados pelas atividades humanas, como a aragem repetida, a adição de fertilizantes, a contaminação, a impermeabilização, ou enriquecimento com artefatos (na Base de Dados Mundial de Referência recursos do solo são classificados como Antrosol e Technosol). Eles são repositórios recalcitrantes de artefatos e propriedades que testemunham o domínio do impacto humano e, portanto, parecem ser um marcador confiável do Antropoceno. Alguns solos antropogênicos deve ser, portanto, vistos como estratos por geólogos (Global Boundary Stratotype Section and Point), que são locais onde há sucessões estratos com claras evidências de um evento mundial, incluindo a aparência de fósseis distintos.

### A Grande Aceleração
Em estudo publicado por Will Steffen, professor da Universidade Nacional da Austrália e do Centro sobre Resiliência de Estocolmo, na Suécia, era esperado que fossem encontradas evidências de grandes alterações desde 1750. contudo, um forte aumento aumento nos indicadores só ocorreu a partir de 1950. Segundo ele, essas alterações seriam evidência que entramos em uma nova época geológica, em que o sistema econômico global é o principal motor por trás das mudanças que a Terra vem sofrendo. "É difícil superestimar a escala e velocidade destas alterações. No tempo de uma única vida a Humanidade se tornou uma força geológica em escala planetária".

## Debates
Embora a validade do "Antropoceno" como termo científico permaneça controversa, a sua premissa subjacente, ou seja, que os humanos se tornaram uma força geológica, ou melhor, a força dominante que molda o clima da Terra, encontrou força entre os acadêmicos e o público. Em um artigo de opinião para Philosophical Transactions of the Royal Society B, Rodolfo Dirzo, Gerardo Ceballos e Paul R. Ehrlich escrevem que o termo está "penetrando cada vez mais no léxico não apenas da socioesfera acadêmica, mas também da sociedade em geral", e agora está incluso como uma entrada no Oxford English Dictionary. A Universidade de Cambridge, como outro exemplo, oferece uma graduação em Estudos do Antropoceno. Na esfera pública, o termo "Antropoceno" tornou-se cada vez mais onipresente nos discursos de ativistas, especialistas e políticos. Alguns que criticam o termo "Antropoceno", no entanto, admitem que "Apesar de todos os seus problemas, [ele] carrega poder". A popularidade e a circulação da palavra levaram os estudiosos a rotular o termo como uma "metacategoria carismática" ou "megaconceito carismático". O termo, independentemente, tem sido sujeito a uma variedade de críticas de cientistas sociais, filósofos, acadêmicos indígenas e outros.
O antropólogo John Hartigan argumentou que devido ao seu status de metacategoria carismática, o termo "Antropoceno" marginaliza conceitos concorrentes, mas menos visíveis, como o de "multiespécies". A acusação mais saliente é que a pronta aceitação do "Antropoceno" se deve à sua proximidade conceptual com o status quo – isto é, com noções de individualidade e centralidade humanas.
Outros estudiosos apreciam a forma como o termo "Antropoceno" reconhece a humanidade como uma força geológica, mas discordam da forma indiscriminada como o faz. Nem todos os humanos são igualmente responsáveis pela crise climática. Para esse fim, estudiosos como a teórica feminista Donna Haraway e o sociólogo Jason Moore sugeriram nomear a Época como "Capitaloceno". Isso implica o capitalismo como a razão fundamental da crise ecológica, e não apenas os humanos em geral. No entanto, de acordo com o filósofo Steven Best, os humanos criaram "sociedades hierárquicas e viciadas em crescimento" e demonstraram "inclinações ecocidas" muito antes do surgimento do capitalismo.
Além de "Capitaloceno", outros termos também foram propostos por acadêmicos(as) para traçar as raízes da Época a outras causas além da espécie humana em geral. Janae Davis, por exemplo, sugeriu "Plantationoceno" como um termo mais apropriado para chamar a atenção para o papel que a agricultura de plantação desempenhou na formação da Época, juntamente com o argumento de Kathryn Yusoff de que o racismo como um todo é fundamental para a Época. O conceito Plantationoceno traça "as maneiras pelas quais a lógica das plantações organiza as economias, os ambientes, os corpos e as relações sociais modernas". Na mesma linha, acadêmicos(as) dos estudos indígenas, como a geógrafa de Métis, Zoe Todd, argumentaram que a Época deve ser datada da colonização das Américas, pois isso "nomeia o problema do colonialismo como responsável pela crise ambiental contemporânea." O filósofo Potawatomi Kyle Powys Whyte argumentou ainda que o Antropoceno tem sido aparente para os povos indígenas nas Américas desde o início do colonialismo por causa do "papel do colonialismo na mudança ambiental".

## Desafios para o futuro
Ao longo da história, a humanidade enfrentou desafios perante o ambiente em níveis locais e regionais. Atualmente, pesquisa-se evidências de base para responder a desafios em âmbito global. Novas iniciativas de pesquisa buscam evidências de que a ciência pode responder aos desafios futuros do Antropoceno por meio da sustentabilidade. À medida que o conceito e a consciência sobre o Antropoceno se torna conhecido no debate público, espera-se que uma mudança no sistema mundial seja possibilitada a fim de manter a viabilidade das sociedades humanas e mesmo da espécie humana para o futuro.[carece de fontes?]

## Na cultura
O conceito de Antropoceno também tem recebido uma abordagem das humanidades como filosofia, literatura e arte. No mundo escolarizado, ele tem sido sujeito de cada vez mais atenção da mídia especializada, conferências, e relatos de disciplinas. O Antropoceno, a escala de tempo que o acompanha, e suas implicações ecológicas levantam questões sobre o fim da civilização, memória e arquivos, a extensão e os métodos da investigação humanística, e as respostas emocionais ao "fim da natureza".